# ヴィッキー・コーンバーロウ
ヴィッキー・コーンバーロウ（英：Vickii Cornborough、1990年3月3日 - ）は、イングランドの女子ラグビーユニオン選手。

## プロフィール
- イングランド・ポーツマス出身[1]。
- ポジションはプロップ（PR）。
- 身長 168cm、体重 78kg
- 女子イングランド代表キャップは72（2022年11月現在）。
- 2017年W杯の女子イングランド代表に選ばれた[2]。

## 略歴
2022年、ラグビーワールドカップ2021の女子イングランド代表に選ばれて、レッド・ローズ2大会連続準優勝に貢献。